# Ђуро Груић
Ђуро Груић (Сремска Митровица, 6. децембар 1887 — Београд, 24. септембар 1945) био је генерал Хрватског домобранства.
Рођен је у Сремској Митровици 6. децембра 1887. године у породици поријеклом из Херцеговине. Завршио је Кадетску школу у Сремској Каменици, а призната му је и Терезијанска војна академија (Винер Нојштат) иако је није завршио због почетка Првог свјетског рата. Био је официр у Аустроугарској војсци и Југословенској војсци. Инвазију на Краљевине Југославије дочекује са чином генералштабног бригадног генерала као заповједник позадине Генерал-штаба Југословенска војска. У Хрватско домобранство је примљен 1942. године, а 1. јануара 1943. именован је на дужност начелника Устројбеног одјела. Од децембра 1944. до слома НДХ, био је начелник Главног стана Поглавника. Пратио је Анта Павелића током посјете Хитлеру средином септембра 1944. године. Био је један од најповјерљивијих Павелићевих сарадника и носилац титуле витез. Заједно са генералом Федером Драгојловим радио је на осавремењењу и преуређењу Хрватских оружаних снага. Повлачи се из Загреба 6. маја 1945. године, иако је био заговорник наставка борби. Заробљен је у Аустрији, изручен југословенским властима које су га осудиле на смрт 19. септембра 1945. Смртна казна је извршена 24. септембра 1945. у Београду.